# Reghin
Reghin (pronunciació en romanès: [ˈReɡin]; hongarès: Szászrégen Hungarian pronunciation: [ˈSaːsreːɡɛn] o Régen ; alemany: (Sächsisch) Regen és una ciutat del comtat de Mureș, Transsilvània, Romania, al riu Mureș. El 2011 tenia 33.281 habitants.

## Ubicació
Reghin es troba a 32 quilòmetres al nord-nord-est de Târgu Mureș, que s'estén a les dues ribes del riu Mureș, a la confluència amb el riu Gurghiu. Va ser creada per la unió de la ciutat habitada pels alemanys (abans Szászrégen) i la ciutat habitada per hongaresos (abans Magyarrégen) del 1926, i més tard es va unir a les dues comunitats més petites d'Apalina (hongarès: Abafája; alemany: Bendorf) i Iernuțeni (hongarès) : Radnótfája ; alemany: Etschdorf), afegit el 1956. Formalment, aquests dos últims són pobles separats administrats per la ciutat.
La ciutat es troba a la línia 405 de Târgu Mureș– Deda - Gheorgheni Romanian Railways.

## Història

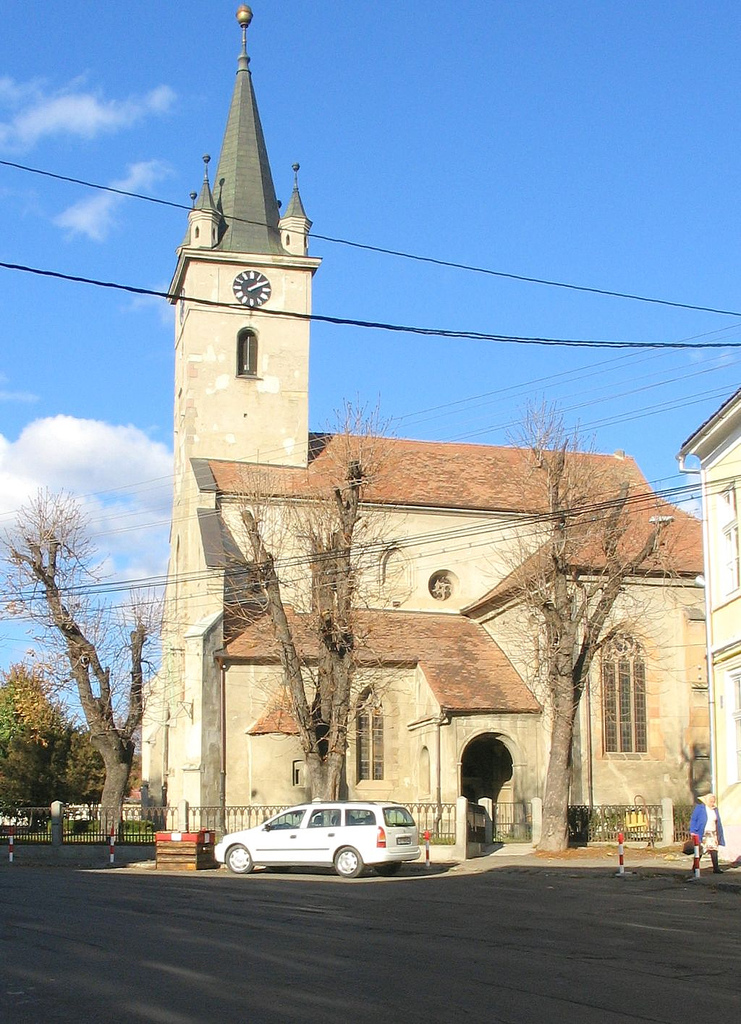
Església luterana de Reghin

Reghin va ser esmentat per primera vegada el 1228 en una carta del rei hongarès Andreu II com a Regun, no obstant això, les proves de la seva ubicació estratègica i el seu sistema de defensa suggereixen que la ciutat podria haver estat considerablement més antiga, possiblement fundada per Ladislau I.
Malgrat les devastacions de la ciutat durant la invasió mongola (1241) i durant les incursions tàtares i cumanes (1285), la ciutat es va desenvolupar ràpidament: ja a la segona meitat del segle xiii la ciutat era la residència i el centre de poder de les famílies Tomaj i Kacsik, a qui la corona hongaresa va atorgar les terres properes. Reghin es va convertir en un centre eclesiàstic menor el 1330, amb la construcció de l'església gòtica (catòlica romana aleshores, que ara serveix a la comunitat protestant) a la part alemanya de la ciutat; segueix sent l'església més gran de la zona i acull la inscripció llatina medieval més antiga de qualsevol església de Transsilvània. La part hongaresa de la ciutat té una església encara més antiga, construïda inicialment a l'estil romànic.
A principis del segle xv l'assentament va obtenir drets de ciutat i, a partir de 1427, el dret a celebrar fires. Als segles xvi i XVII, Reghin va ser devastat per les tropes dels Habsburg i otomans en diverses ocasions. Es va cremar a terra el 1848. El 1850 la ciutat tenia 4.227 habitants, dels quals 2.964 eren alemanys, 644 romanesos, 556 hongaresos, 40 jueus i 3 gitanos. El 1910, la població de la ciutat incloïa 7.310 habitants, dels quals 2.994 eren alemanys, 2.947 hongaresos i 1.311 romanesos.
Després del col·lapse d'Àustria-Hongria al final de la Primera Guerra Mundial i la declaració de la Unió de Transsilvània amb Romania, l'exèrcit romanès va prendre el control de la zona el desembre de 1918, durant la guerra hongarès-romanesa. La ciutat va passar oficialment a formar part del Regne de Romania el juny de 1920 sota els termes del tractat de Trianon, en virtut del qual Hongria va renunciar a tota Transsilvània. L'agost de 1940, el Segon Laude de Viena, arbitrat per Alemanya i Itàlia, va reassignar el territori del nord de Transsilvània (que incloïa Reghin) de Romania a Hongria. Gairebé el 30% dels habitants eren jueus en aquella època. El maig de 1944, els jueus es van reunir al gueto de Reghin i el 4 de juny de 1944 van ser deportats al camp de concentració d'Auschwitz. Cap al final de la Segona Guerra Mundial , els exèrcits romanesos i soviètics van entrar a la ciutat l'octubre de 1944. El territori del nord de Transsilvània va romandre sota l'administració militar soviètica fins al 9 de març de 1945, després del nomenament de Petru Groza com a primer ministre, quan la ciutat va tornar a formar part de Romania.
Després de la guerra, Reghin va perdre part del seu antic caràcter saxó de Transsilvània (ja que molts alemanys van marxar a Alemanya Occidental durant les últimes etapes de la Romania comunista) i es van establir al seu lloc els romanesos i els hongaresos. Les dades del cens de 1992 mostraven una població de 24.601 romanesos, 12.471 hongaresos, 1.790 romanís i 346 alemanys. El 1994, Reghin va ser declarada ciutat.

## Història jueva de Reghin
Els jueus van començar a establir-se a Reghin a la fi del segle XVIII; només es va establir una comunitat organitzada a mitjan segle xix, probablement el 1849. La majoria dels jueus provenien de Bucovina i Galícia. Com a resultat de les batalles durant la Revolució de 1848 contra Àustria i els disturbis a Transsilvània, Reghin i la seva població jueva van patir greument. Els primers colons jueus, que van arribar principalment de Bucovina i Galícia, eren ortodoxos, i la comunitat va romandre ortodoxa durant tota la seva existència. També es va sentir influència asídica. A més de la sinagoga, hi havia dues cases de pregària (kloyz) on els Ḥasidim solien resar i tenien els seus propis rabins. Una figura destacada de la comunitat durant els seus primers anys va ser el rabí ortodox Hillel Pollak, que era espiritualment proper al rabí ortodox extrem Hillel Lichtenstein.
El 1874 es va fundar una escola elemental jueva. (Més tard va deixar les seves activitats, però es va restablir el 1910 i va funcionar fins al 1940.) La llengua d'ensenyament de l'escola va ser l'hongarès fins al 1918, després del qual va ser el romanès. El 1885 la comunitat es va convertir en el centre administratiu de tots els jueus del districte. La comunitat comptava amb 282 el 1866, unes 40 famílies el 1889 i 394 persones (aproximadament el 7% de la població total) el 1891. Jueus dedicats al comerç, la indústria i l'artesania. El seu comerç i indústria estaven relacionats principalment amb la fusta i alguns tenien serradores; també hi havia treballadors jueus no qualificats emprats en la indústria de la fusta. Les institucions de la comunitat van ajudar els pobres. Alguns dels Ḥadarim establerts per la comunitat van traduir el pentateuc a l'alemany en lloc del yiddish per tal de facilitar l'estudi d'aquesta llengua per part dels nens. A partir de 1919 hi va haver una considerable activitat sionista a Reghin i molts membres de les organitzacions juvenils van emigrar a Ereẓ Israel. La comunitat era de 1.587 (al voltant del 16% de la població total) el 1930 i de 1.653 (al voltant del 10% del total) el 1941.
Entre les dues guerres mundials, els jueus van patir les activitats nacionalistes i antisemites dels membres de la Guàrdia de Ferro i les polítiques oficials antisemites de la majoria dels governs romanesos. El canvi de govern el 1940 (del romanès a l'hongarès) no va suposar cap millora, com esperaven els jueus, que van recordar la seva emancipació legal el 1867 per part de les autoritats austrohongareses.

### Holocaust i seqüeles
L'estiu de 1944 els jueus locals es van concentrar en un gueto instal·lat en una fàbrica de maons. També hi van portar jueus dels voltants. Des d'aquest gueto, aproximadament 6.000 jueus van ser deportats a Auschwitz per les autoritats hongareses, a petició dels ocupants nazis.
Després de la Segona Guerra Mundial, el 1947 es va formar una comunitat amb uns 820 habitants, principalment de supervivents dels camps d'extermini i d'altres jueus que havien arribat a Reghin des de llocs de diferents parts de Romania. La comunitat va disminuir gradualment com a resultat de l'emigració a Israel i a altres llocs. El 1971 encara hi havia entre 20 i 25 famílies jueves a Reghin i encara menys a principis del segle xxi.

## Arquitectura
Reghin posseeix alguns dels elements arquitectònics únics a Transsilvània. Els detalls estilístics i els balcons de ferro forjat al centre de la ciutat són exemples que demostren l'art de l'artesà local. Es passa cada dia pels signes aparentment modestos, però definitius, d'una civilització antiga. Personalitzen gairebé tots els edificis del centre de la ciutat, fent que el visitant senti la fragància dels temps passats.
L'església evangèlica també coneguda com a "església saxona" té una torre que mesura els 47 m d'alçada. Les quatre torres més petites són proves del "dret a l'espasa" de la ciutat. La construcció de l'església va començar a finals del segle xiii. Amb el pas dels anys, l'arquitectura es va modificar perquè l'església va patir molts fets dramàtics. Es va incendiar el 1400, el 1630 i el 1778. Els documents revelen l'ús de diversos estils d'estil gòtic primerenc i de transició. L'església es va consolidar el 1501 i des del 1551, quan els saxons transsilvans van adoptar la reforma luterana, a la paret principal hi ha escrites les paraules: "La redempció no ve de la guerra, sinó per la pau que pregem tots".. A l'interior de l'església hi ha un orgue amb 20 registres que data del 1784.
El castell Huszar, antic Bornemisza, situat a Apalina, data dels segles XIII-XIV i va ser restaurat al segle XIX. A l'antiga mansió del castell va viure entre 1584 i 1592 Gyulai Pál d'Apalina (1559-1592). Va ser diplomàtic reial, historiador, cronista, metge i poeta clàssic. El castell es va construir a l'estil renaixentista amb elements barrocs. El 1953 el castell va ser pres i utilitzat per diferents institucions educatives per a persones amb discapacitat. Recentment ha estat retornat als seus propietaris segons les noves lleis de propietat.

## Cultura
La biblioteca municipal "Petru Maior" té més de 130.000 llibres, un dels quals data del segle XVI. Un altre llibre important és "Història dels orígens dels romanesos a Dàcia" de Petru Maior.
El Museu Etnogràfic té un ric patrimoni, agrupat en 49 col·leccions d'etnografia, art popular, artística, discogràfica. L'edifici és un monument d'arquitectura construït el 1892. Els articles exposats es refereixen a oficis, vestits nacionals i tradicions específiques del curs superior del riu Mureș, la vall del Gurghiu i part de la plana de Transsilvània.
El centre comunitari "Eugen Nicoara" es va construir entre 1938 i 1939, quan el doctor Eugen Nicoara era el president del departament Reghin de la Fundació Astra. A l'escenari d'aquest edifici es fan representacions de teatre, música popular, danses, música de cambra, etc.
L'edifici on funcionava l'escola secundària "Alexandru Ceusianu" es va construir el 1870 i va albergar el tribunal local. Darrerament, a la postguerra, hi havia l'escola pedagògica hongaresa. Molt a prop hi havia la casa de l'escriptor i magistrat Alexandru Ceusianu.

## Economia
La indústria de Reghin està estretament relacionada amb les tradicions dels oficis medievals i de les associacions cooperatives modernes. Començant pels recursos propers, rics en fusta i productes agrícoles, els productes dels productors privats de Reghin es troben al mercat a tot Romania i a l'estranger. La indústria de processament de la fusta està representada per empreses com Larix, Gralemn, Remex, Bucin-Mob, Prolemn i Amis. Reghin és ben conegut per la indústria dels instruments musicals, especialment dels violins. Hi ha moltes empreses que produeixen instruments amb la famosa fusta de ressonància dels boscos de Calimani i Gurghiu. Els violins fabricats a Reghin s'utilitzen a l'estranger. La companyia "Hora" és la primera a fabricar instruments. Amb el temps, es van crear altres empreses, entre les quals hi havia la "Gliga Instrumente Muzicale". Yehudi Menuhin va utilitzar un violí fabricat per la companyia "Gliga".

## Esport
Reghin està representat per Avântul Reghin en el futbol associatiu. Avântul va jugar a la Lliga I la temporada de 1955. L'equip va jugar a la Lliga III durant la temporada 2015-16.

## Demografia
Plantilla:Historical populationsEl 1850, la població de la ciutat era de 4.227 habitants, dels quals 2.964 eren alemanys, 644 romanesos, 556 hongaresos i 63 més. El 1910, Reghin tenia 7.310 habitants, i la composició ètnica estava formada per 2.994 alemanys, 2.947 hongaresos, 1.311 romanesos i 58 altres.
Grups ètnics (cens del 2011):
- Romanesos: 21.153 (66,81%)
- Hongarès: 8.240 (26,02%)
- Romaní: 2.002 (6,32%)
- Alemanys: 182 (0,57%)
- Altres

## Llocs emblemàtiqcs
Patrimoni arquitectònic tradicional alemany:
- l'església protestant (luterana), construïda el 1330 en honor de Santa Maria. Cremada el 1708 i el 1848, després de la qual cosa fou reconstruïda.
- l'església catòlica romana, que es va consagrar el 1781.

Patrimoni arquitectònic tradicional hongarès:
- l'església protestant (calvinista), segle xiii, el 1910 es va reconstruir completament.
- una església calvinista construïda el 1890.

Patrimoni arquitectònic romanès tradicional:
- l'església de Fusta, construïda el 1744, tant greco-catòlica com ortodoxa romanesa durant la seva història.
- l'església greco-catòlica, construïda entre el 1811 i el 1813, actualment ortodoxa romanesa.

Nous punts de referència:
- a la ciutat es va construir una catedral ortodoxa romanesa als anys noranta.
- les reconegudes col·leccions de zoològics i folklore.

## Fills il·lustres
- Réka Albert (nascuda el 1972), física, biòloga
- Magda Kun (1912-1945), actriu
- Augustin Maior (1882–1963), físic, educador i inventor
- Georg Maurer (1907-1971), escriptor
- Hugó Meltzl (1846–1908), rector de la Universitat Franz Joseph
- Rudolf Wagner-Régeny (1903-1969), compositor

## Ciutats germanes
Reghin està agermanada amb:
- Bourg-la-Reine, França
- Érd, Hongria
- Lubaczów, Polònia
- Nagykőrös, Hongria
- Salle, Itàlia
- Ungheni, República de Moldàvia

## Galeria d'imatges

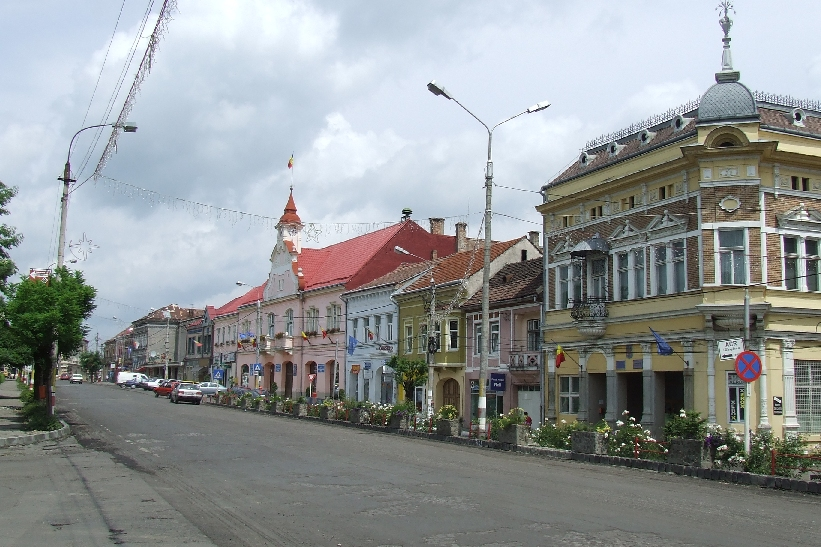
Centre de Reghin
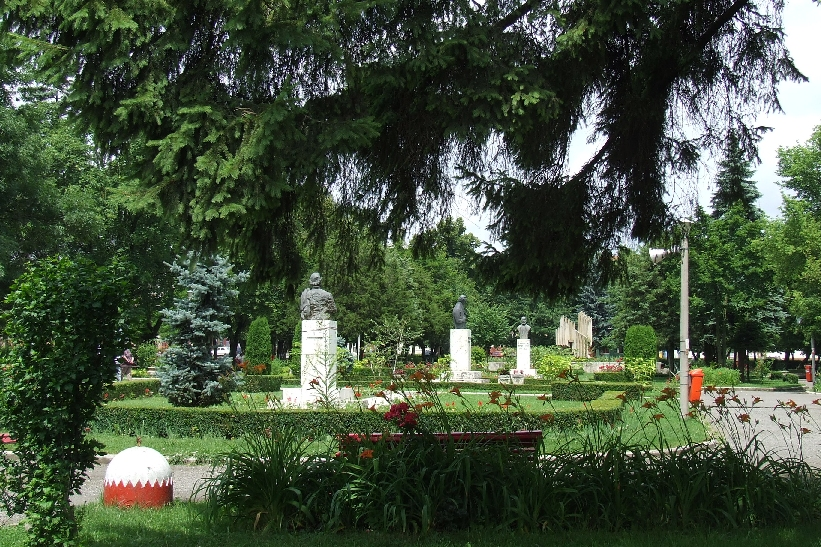
Parc de la ciutat
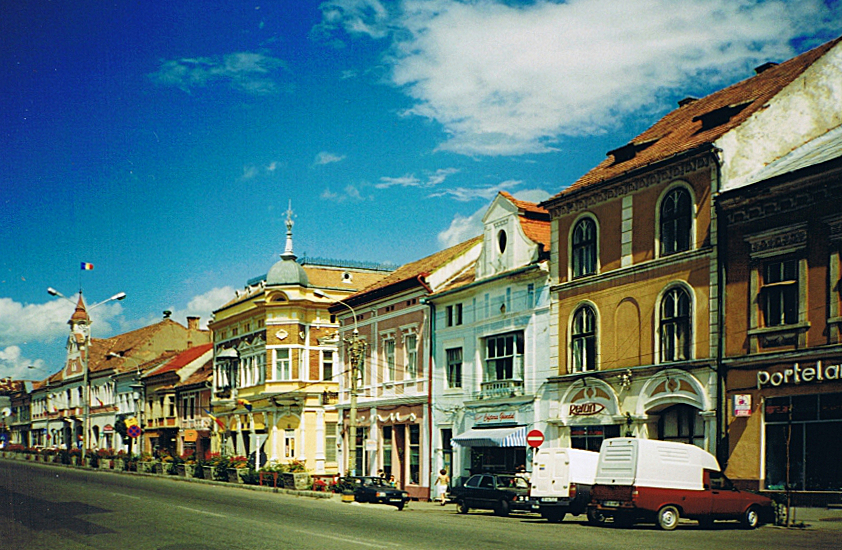
Centre de la ciutat
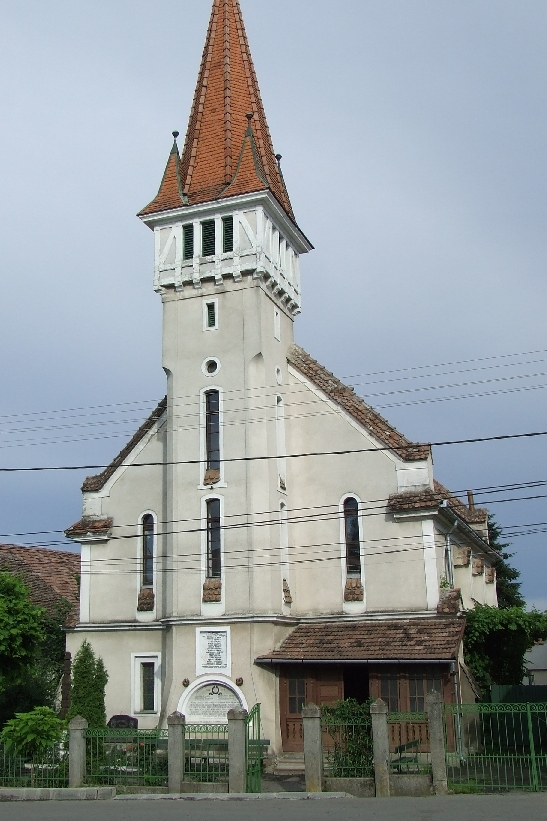
Església reformada
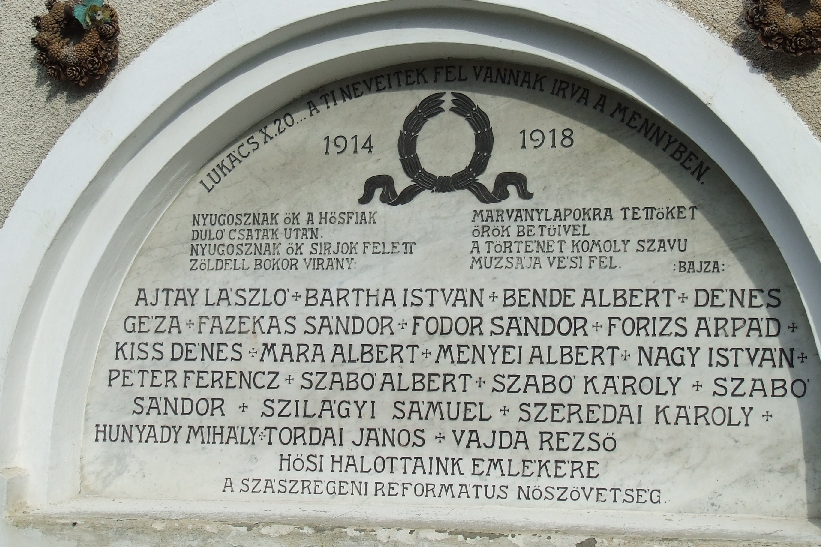
Placa en honor a herois hongaresos de la Primera Guerra Mundial a l'església reformada
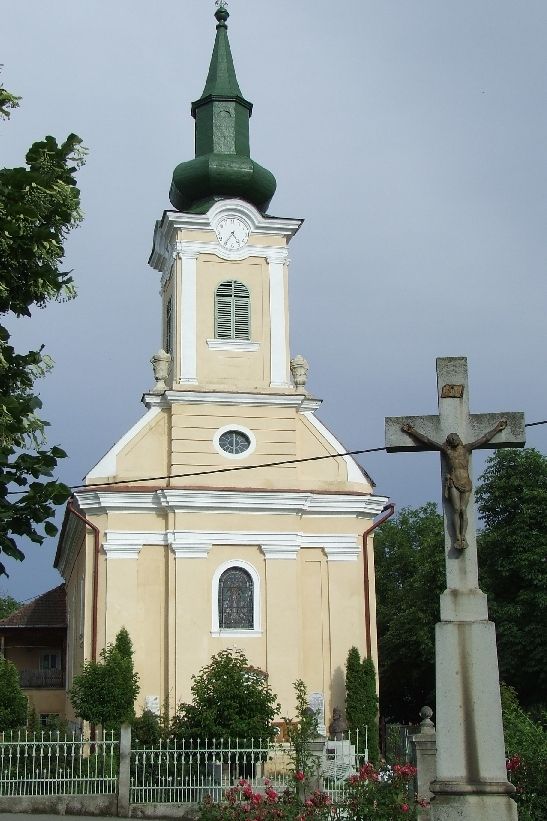
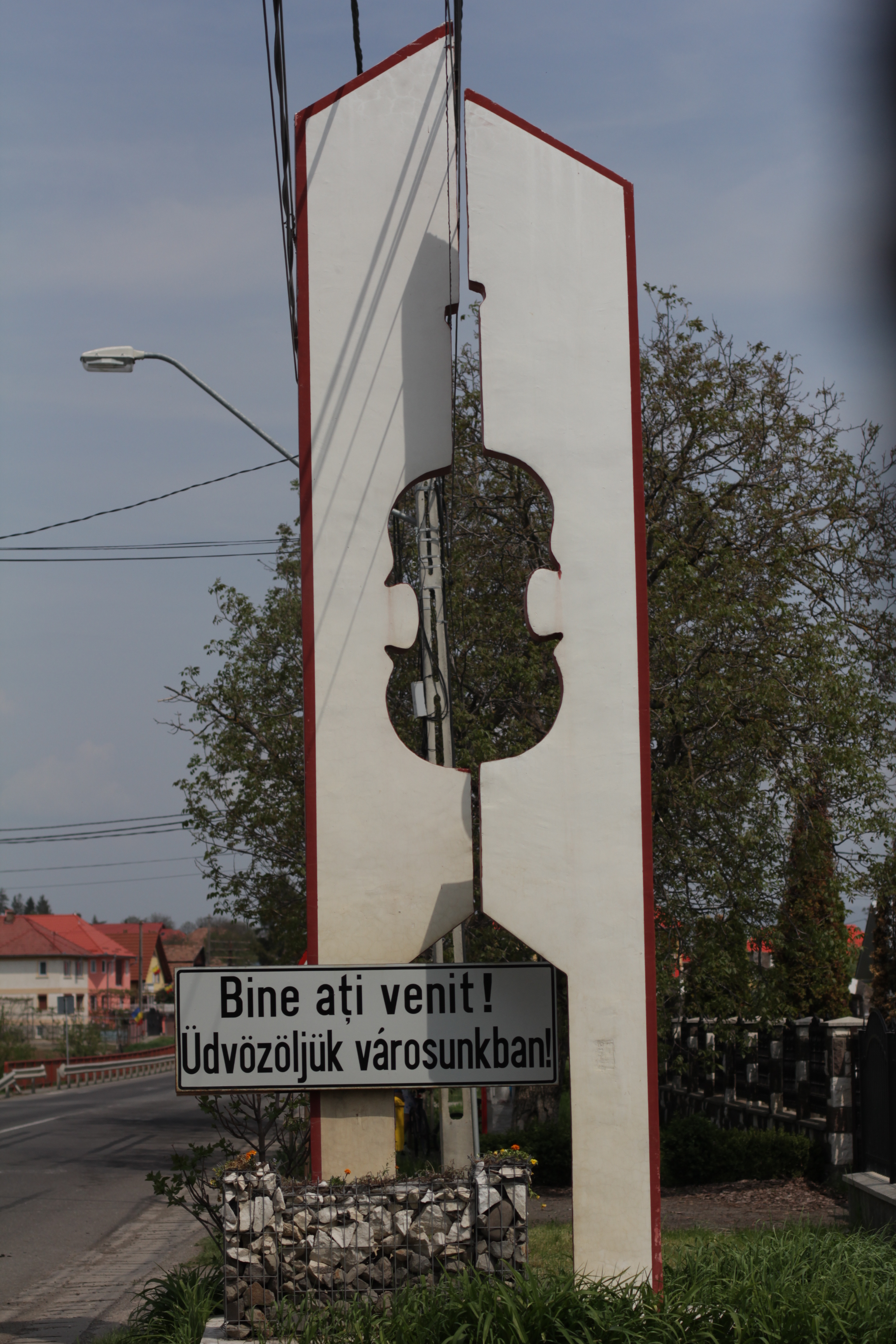
El monument a l'entrada de Reghin
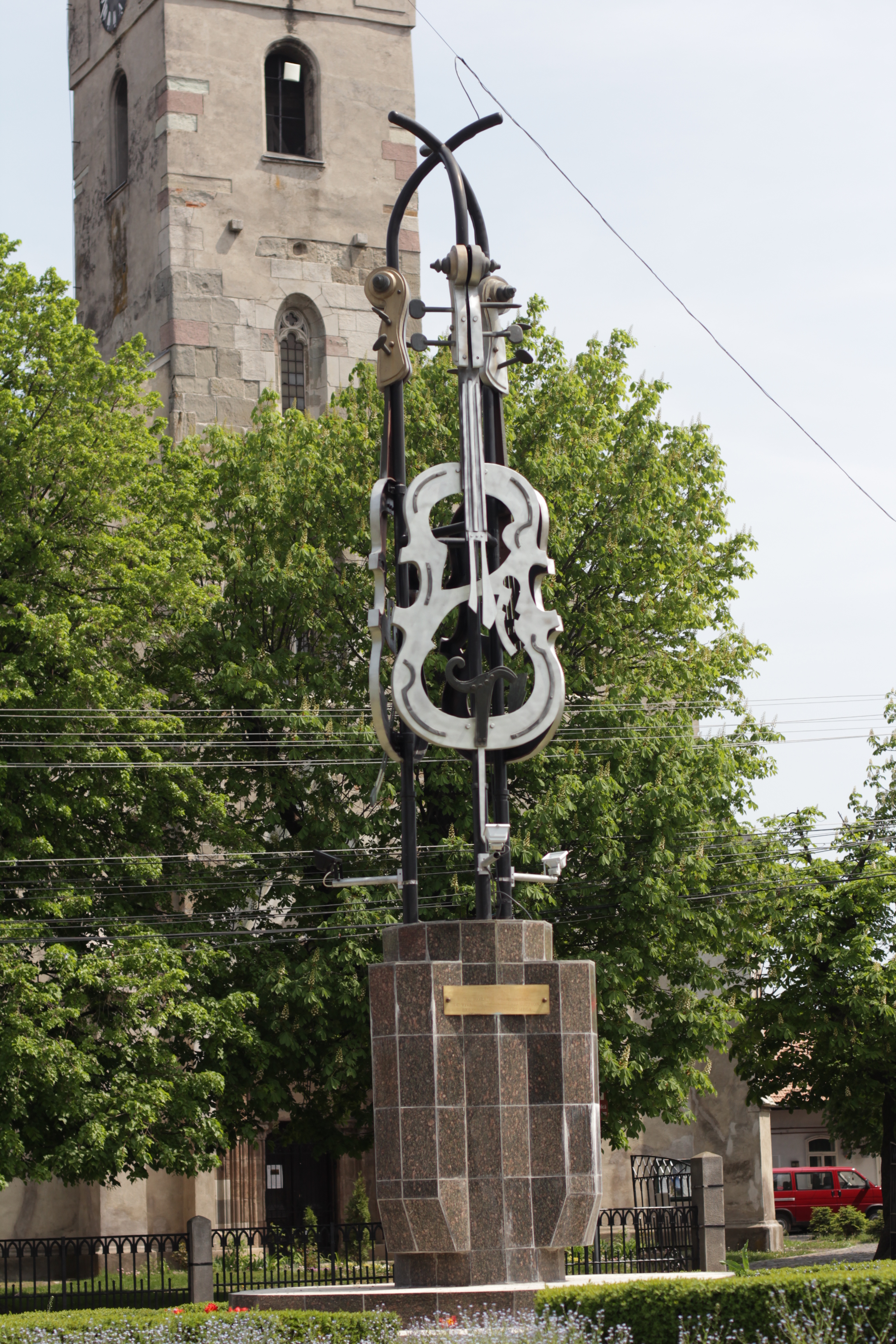
El monument dels violins al centre de la ciutat, símbol de Reghin